# Hungría en los Juegos Olímpicos de Río de Janeiro 2016
Hungría estuvo representada en los Juegos Olímpicos de Río de Janeiro 2016 por un total de 160 deportistas que compitieron en 21 deportes. Responsable del equipo olímpico es el Comité Olímpico Húngaro, así como las federaciones deportivas nacionales de cada deporte con participación.
El portador de la bandera en la ceremonia de apertura fue el esgrimidor Áron Szilágyi.

## Medallistas
El equipo olímpico de Hungría obtuvo las siguientes medallas:
| Nombre                                                           | Deporte    | Competición       |
| ---------------------------------------------------------------- | ---------- | ----------------- |
| Oro                                                              |            |                   |
| Emese Szász                                                      | Esgrima    | Espada ind. F     |
| Áron Szilágyi                                                    | Esgrima    | Sable ind. M      |
| Katinka Hosszú                                                   | Natación   | 400 m estilos F   |
| Katinka Hosszú                                                   | Natación   | 100 m espalda F   |
| Katinka Hosszú                                                   | Natación   | 200 m estilos F   |
| Danuta Kozák                                                     | Piragüismo | K1 500 F          |
| Gabriella Szabó Danuta Kozák                                     | Piragüismo | K2 500 F          |
| Gabriella Szabó Danuta Kozák Tamara Csipes Krisztina Fazekas-Zur | Piragüismo | K4 500 F          |
| Plata                                                            |            |                   |
| Géza Imre                                                        | Esgrima    | Espada ind. M     |
| Katinka Hosszú                                                   | Natación   | 200 m espalda F   |
| László Cseh                                                      | Natación   | 100 m mariposa M  |
| Bronce                                                           |            |                   |
| Anita Márton                                                     | Atletismo  | Peso F            |
| Géza Imre Gábor Boczkó András Rédli Péter Somfai                 | Esgrima    | Espada por eqs. M |
| Tamás Kenderesi                                                  | Natación   | 200 m mariposa M  |
| Boglárka Kapás                                                   | Natación   | 800 m libre F     |